# Bence Halász
Pour les articles homonymes, voir Halász.
Bence Halász (né le 4 août 1997 à Kiskunhalas) est un athlète hongrois, spécialiste du lancer de marteau.

## Carrière
Le 16 mai 2015, il lance le marteau de 6 kg à 79,86 m, seconde meilleure marque mondiale. Son record avec le marteau est de 68,96 m à Budapest le 23 mai 2015. Avec l'engin de 5 kg, il a porté son record du monde à Bakou à 87,16 m le 31 mai 2014.
Il remporte le titre lors des Championnats du monde juniors 2016 en 80,93 m, puis celui des Championnats d'Europe espoirs d'athlétisme 2017.
Il remporte dans la catégorie espoirs la Coupe d'Europe des lancers 2018 à Leiria. Le 2 juin 2018, il porte son record personnel à 79,57 m à Budapest.
Il remporte la médaille de bronze des championnats du monde 2019 à Doha avec 78,18 m, derrière Paweł Fajdek et Quentin Bigot.

## Palmarès
| Date | Compétition                          | Lieu                                | Résultat | Épreuve | Marque  |
| ---- | ------------------------------------ | ----------------------------------- | -------- | ------- | ------- |
| 2013 | Championnats du monde cadets         | Donetsk                             | 8e       | Disque  | 57,83 m |
| 2013 | Championnats du monde cadets         | Donetsk                             | 7e       | Marteau | 74,90 m |
| 2014 | Jeux olympiques de la jeunesse       | Nankin                              | 2e       | Marteau | 81,90 m |
| 2015 | Championnats d'Europe juniors        | Eskilstuna                          | 1er      | Marteau | 79,60 m |
| 2016 | Championnats du monde juniors        | Bydgoszcz                           | 1er      | Marteau | 80,93 m |
| 2017 | Championnats d'Europe espoirs        | Bydgoszcz                           | 1er      | Marteau | 73,30 m |
| 2017 | Championnats du monde                | Londres                             | 11e      | Marteau | 74,45 m |
| 2017 | Universiade                          | Taipei                              | 4e       | Marteau | 73,79 m |
| 2018 | Coupe d'Europe hivernale des lancers | Leiria                              | 1er      | Marteau | 74,83 m |
| 2018 | Championnats d'Europe                | Berlin                              | 3e       | Marteau | 77,36 m |
| 2018 | Challenge IAAF du lancer de marteau  | Challenge IAAF du lancer de marteau | 3e       | Marteau | —       |
| 2018 | Coupe continentale                   | Ostrava                             | 3e       | Marteau | 74,80 m |
| 2019 | Championnats d'Europe espoirs        | Gävle                               | 2e       | Marteau | 74,14 m |
| 2019 | Championnats d'Europe par équipes    | Sandnes                             | 1er      | Marteau | 75,63 m |
| 2019 | Championnats du monde                | Doha                                | 3e       | Marteau | 78,18 m |
| 2022 | Coupe d'Europe des lancers           | Leiria                              | 1er      | Marteau | 76,69 m |
| 2022 | Championnats du monde                | Eugene                              | 5e       | Marteau | 80,15 m |
| 2022 | Championnats d'Europe                | Munich                              | 2e       | Marteau | 80,92 m |
| 2023 | Coupe d'Europe des lancers           | Leiria                              | 1er      | Marteau | 74,65 m |
| 2023 | Championnats du monde                | Budapest                            | 3e       | Marteau | 80,82 m |
| 2024 | Coupe d'Europe des lancers           | Leiria                              | 2e       | Marteau | 76,22 m |
| 2024 | Championnats d'Europe                | Rome                                | 2e       | Marteau | 80,49 m |
| 2024 | Jeux olympiques                      | Paris                               | 2e       | Marteau | 79,97 m |

## Records
| Épreuve           | Marque | Lieu     | Date         |
| ----------------- | ------ | -------- | ------------ |
| Lancer du marteau | 83,19m | Budapest | 12 août 2025 |